# Кидане Тадесе
Кидане Тадесе Хабтесиласе — эритрейский легкоатлет, бегун на длинные дистанции.
На олимпийских играх 2008 года занял 10-е место в беге на 5000 метров и 12-е место на дистанции 10 000 метров. Победитель кросса Cross Internacional de la Constitucion 2011 года. Серебряный призёр кросса Cross Internacional Valle de Llodio 2011 года. На чемпионате мира по кроссу 2006 года занял 11-е место в личном первенстве и 3-е место в командном зачёте. Занял 9-е место на чемпионате мира 2009 года на дистанции 5000 метров.
Является младшим братом Зерсеная Тадесе.
8 февраля 2015 года стал победителем кросса Cross Internacional Ciudad de Valladolid в испанском городе Вальядолид.